# Гвадалупе-Герра (Техас)
Гвадалупе-Герра (англ. Guadalupe-Guerra) — переписна місцевість (CDP) в США, в окрузі Старр штату Техас. Населення — 60 осіб (2020).

## Географія
Гвадалупе-Герра розташований за координатами 26°24′39″ пн. ш. 99°4′55″ зх. д. / 26.41083° пн. ш. 99.08194° зх. д. (26.410816, -99.081881).  За даними Бюро перепису населення США в 2010 році переписна місцевість мала площу 0,04 км², уся площа — суходіл.

## Демографія
Згідно з переписом 2010 року, у переписній місцевості мешкало 37 осіб у 10 домогосподарствах у складі 9 родин. Густота населення становила 972 особи/км².  Було 11 помешкання (289/км²).
Расовий склад населення:
| - 100,0 % — білих |

До двох чи більше рас належало 0,0 %. Частка іспаномовних становила 100,0 % від усіх жителів.
За віковим діапазоном населення розподілялося таким чином: 16,2 % — особи молодші 18 років, 73,0 % — особи у віці 18—64 років, 10,8 % — особи у віці 65 років та старші. Медіана віку мешканця становила 35,5 року. На 100 осіб жіночої статі у переписній місцевості припадало 117,6 чоловіків;  на 100 жінок у віці від 18 років та старших — 158,3 чоловіків також старших 18 років.
Цивільне працевлаштоване населення становило 6 осіб. Основні галузі зайнятості: будівництво — 66,7 %, мистецтво, розваги та відпочинок — 33,3 %.